# Accompagnement personnalisé
 (juin 2023).
L'accompagnement personnalisé est un dispositif pédagogique français consistant en la mise à disposition d'heures supplémentaires auprès des élèves. Son introduction, de la seconde à la terminale, est une mesure de la réforme du lycée datant de 2010. L'accompagnement personnalisé a pour but de soutenir l'élève dans la réussite de sa scolarité et de l'aider à gagner en autonomie. Ce dispositif remplace celui des heures d'aide individualisée, consistant en des modules de soutien.
L'accompagnement personnalisé correspond à un « temps d'enseignement intégré à l'horaire de l'élève qui s'organise autour de trois activités principales : le soutien, l'approfondissement et l'aide à l'orientation. Distinct du face-à-face disciplinaire, il s'adresse à tous les élèves tout au long de leur scolarité au lycée. » Cet accompagnement concerne donc les classes de la seconde générale et technologique jusqu'aux classes de terminale.

## Historique
Ce dispositif est apparu avec la loi sur la Réforme des lycées du 4 février 2010 et a comme but de mieux orienter, mieux accompagner les lycéens, mieux s’adapter à l’époque. Et c’est dans l‘accompagnement de chaque lycéen que l’on peut voir l’accompagnement personnalisé avec comme objectif d’« apporter un soutien aux élèves qui rencontrent des difficultés, dans les disciplines comme dans les méthodes, permettre aux élèves d’approfondir leurs connaissances, donner aux élèves des méthodes qui faciliteront leur transition vers l’enseignement supérieur, accompagner le projet d’orientation. »

## Organisation du dispositif
L’accompagnement personnalisé comporte deux heures hebdomadaires soit 72 heures par année. Ces heures sont organisées par l’équipe pédagogique au sein de l’établissement. Il « comprend des activités coordonnées de soutien, d'approfondissement, d'aide méthodologique et d'aide à l'orientation, pour favoriser la maîtrise par l'élève de son parcours de formation et d'orientation. Il s'appuie sur les technologies de l'information et de la communication pour l'éducation (TICE). Il prend notamment la forme de travaux interdisciplinaires. »
On peut donc voir des activités comme du travail de compréhension et de communication, de la prise de notes, des recherches de documents, de l’aide méthodologique, etc. L’accompagnement personnalisé permet aussi un suivi et une aide à la question de l’orientation. En effet, on peut voir par exemple, « la préparation à l’enseignement supérieur, la découverte in situ sur le passeport orientation formation […] »
On peut ajouter également que cet accompagnement peut être pris en charge par tout professeur volontaire durant ses heures de travail ou en heures supplémentaires. Il peut faire appel à d’autres partenaires tels que les conseillers d’orientation, les psychologues et les parents.  
Les modalités de cet accompagnement personnalisé sont propres à chaque élève, avec ses besoins et ses difficultés.

## Mise en œuvre
C’est l’équipe pédagogique qui met en place l’accompagnement personnalisé. Ce projet sera par la suite étudié par le conseil pédagogique avec l’aide du conseil des délégués pour la vie lycéenne. Sous la surveillance du proviseur, le corps pédagogique doit mettre en place le projet qui a été retenu par l’administration, et le professeur principal doit se charger d’organiser cela. Cet accompagnement personnalisé sera sujet à une évaluation à la fin de l'année. 

## Enjeux
Le qualificatif  « personnalisé » s'appuie sur le concept de « personne », en équilibre entre l'individu et la société. Il a été porté notamment par le courant personnaliste, lancé par Emmanuel Mounier, fondateur de la revue Esprit dans les années 1930, et auquel se réfère notamment le président Emmanuel Macron (qui a signé des articles dans cette revue). L'accompagnement personnalisé n'est donc pas un suivi individuel, mais permet de distinguer dans la classe un groupe d'élèves qui se distinguent par un besoin commun.
L'accompagnement vise à partir des besoins des élèves, et à y répondre quand bien même cela représenterait un pas de côté par rapport au programme et à la progression du cours.
L'idée est de permettre de lever les obstacles, parfois communs à plusieurs matières, qui limitent la réussite de certains élèves, et d'apporter des compléments favorisant la réussite d'autres élèves.

## Institution et modalités
L'accompagnement personnalisé concerne tous les élèves. Il se déroule sur deux heures hebdomadaires et propose des activités de soutien, d'approfondissement, d'aide méthodologique, ou encore d'orientation.

#### Textes réglementaires
- Circulaire no 2010-013 du 29-1-2010
- Bulletin officiel spécial no 1. (2010). Accompagnement personnalisé au lycée d'enseignement général et technologique.

#### Articles, études
- Marie-Michèle Cauterman et Bertrand Daunay, « La jungle des dispositifs », Recherches, Lille, AFEF, no 52,‎ 2010, p. 9-23 (lire en ligne [PDF])
- Marie-Hélène Gros, « L’accompagnement personnalisé en seconde : Une contribution psychopédagogique », L'orientation scolaire et professionnelle, nos 40/4,‎ 2011 (lire en ligne)
- M. Bablet, Individualisation ou personnalisation : des étymologies qui devraient amener à fortement distinguer ces notions, Administration & Éducation, 150(2), 2016 : 165-172. doi:10.3917/admed.150.0165.
- P. Claus, Aide personnalisée (AP) et activités pédagogiques complémentaires (APC) : deux dispositifs récents pour aider les élèves à l’école primaire, Administration & Éducation, 150(2), 2016 : 65-68. doi:10.3917/admed.150.0065.
- I. Colas Degenne, La différenciation pédagogique en réponse à la difficulté des élèves : une histoire institutionnelle de Fontanet à Jospin, Administration & Éducation, 150(2), 2016 : 23-29. doi:10.3917/admed.150.0023.